# Tibeter in der Schweiz

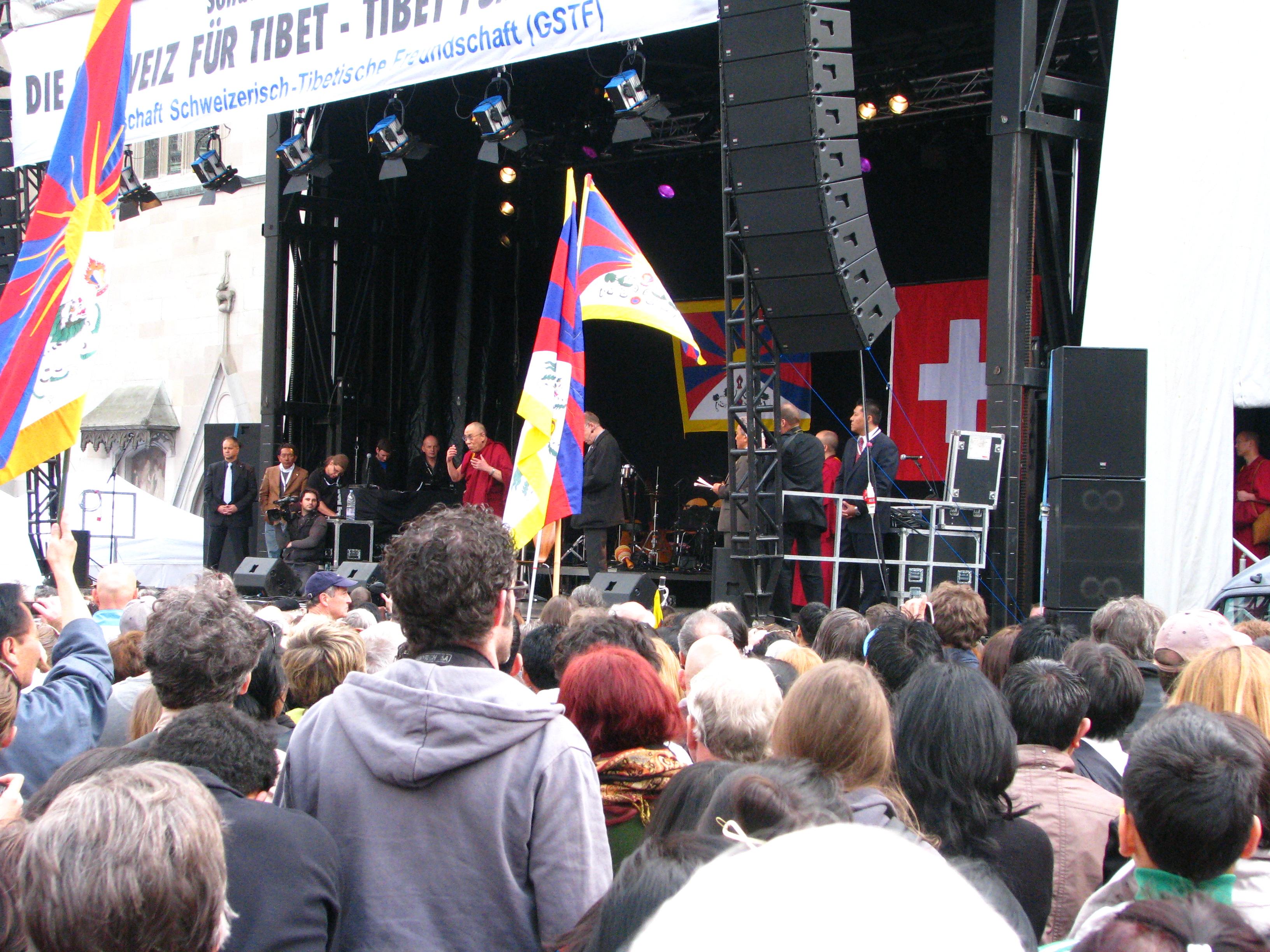
Die Schweiz für Tibet – Tibet für die Welt – Solidaritätskundgebung mit dem Dalai Lama 2010 auf dem Münsterhof in Zürich

Tibeter in der Schweiz gibt es in grösseren Gruppen bereits seit den 1960er Jahren, als das Schweizerische Rote Kreuz half, etwa 300 Tibeter in der Schweiz anzusiedeln. Durch einen starken Flüchtlingsstrom aus Tibet wuchs die Zahl auf mehrere Tausend an.
Mit über 4000 Personen im Land machen die Tibeter hinter den Filipinos die zweitgrösste ostasiatische Einwanderergruppe in der Schweiz aus. Sie leben vor allem in Zürich sowie in Genf, sind meist Buddhisten und sprechen als Muttersprache teils noch Tibetisch, als Fremdsprache zumeist Deutsch, Französisch und Italienisch. Die Tibetische Gemeinschaft der Schweiz gilt zahlenmässig als die grösste Tibetische Gemeinschaft innerhalb Europas. 1960 wurde im Kinderdorf Pestalozzi in Trogen mit dem Bau eines Tibet Haus begonnen. 1963 stimmte der Bundesrat einem Antrag des Vereins der Tibetischen Häuser in der Schweiz (VTH) zu, 1000 tibetische Flüchtlinge in der Schweiz aufzunehmen. 1968 wurde das Tibet-Institut in Rikon eröffnet und es gilt als das einzige Tibetisch-Buddhistische Kloster ausserhalb Asiens, dessen Gründung vom Dalai Lama unterstützt wurde.
Zusätzlich wurden etwa 150 tibetische Waisenkinder von Schweizer Familien adoptiert. Eine Zahl von Tibetern siedelte sich in den Gebirgen der Schweizer Alpen an. Seit 1964 unterhält der Dalai Lama ein Büro in Genf, das sich um die Belange der Tibetischen Kultur und Religion kümmert.